# إيليزا إيمي هودسون
إيليزا إيمي هودسون (بالإنجليزية: Eliza Amy Hodgson)‏ هي عالمة نبات نيوزيلندية، ولدت في 10 أكتوبر 1888 في هافلوك الشمالية ‏ في نيوزيلندا، وتوفيت في 7 يناير 1983 في هيستينغز في المملكة المتحدة.